# Tian Ji
Tian Ji (田忌, pinyin Tián Jì) était un général de l'État de Qi durant la période des Royaumes combattants, au IVe siècle av. J.-C.
Issu d'un lignage aristocratique de Qi, il est fait général en chef des armées du royaume par le roi Wei. Quand le stratège Sun Bin se réfugie à la cour de Qi après avoir fui du royaume de Wei, Tian Ji lui apporte son appui et le présente au roi. Ensemble, ils mènent les troupes de Qi contre Wei, en soutien du royaume de Zhao (victoire à la bataille de Guiling), puis en soutien de Han. Sun Bin et Tian Ji remportent leur plus grande victoire contre Wei en 342 à la bataille de Maling, qui voit la mort de leur ennemi le général Pang Juan. Après ce grand succès (largement imputable aux talents de stratèges de Sun Bin), Tian Ji connaît un revers de fortune en raison de l'opposition du premier ministre Zou Ji, qui calomnie contre lui et le pousse à l'exil au royaume de Chu. Il réussit néanmoins à revenir plus tard en profitant de la montée sur le trône d'un nouveau roi à Qi.